# Евгений фон Вюртемберг (1788–1857)
Вижте пояснителната страница за други личности с името Евгений фон Вюртемберг.
Фридрих Евгений (Ойген) Карл Паул Лудвиг фон Вюртемберг (на немски: Friedrich EUGEN Karl Paul Ludwig von Württemberg; * 8 януари 1788, Оелс, Долна Силезия; † 16 септември 1857, Бад Карлсруе, Горна Силезия) е херцог на Вюртемберг.

## Биография
Той е първото дете на пруския генерал Евгений фон Вюртемберг (1758–1822) и съпругата му принцеса Луиза фон Щолберг-Гедерн (1764–1834), вдовица на херцог Карл фон Саксония-Майнинген († 1782), дъщеря на княз Христиан Карл фон Щолберг-Гедерн (1725 – 1764) и съпругата му графиня Елеанора Ройс-Лобенщайн (1736 – 1782).
Руската императрица Мария Фьодоровна е сестра на баща му и живее от 1776 г. в Русия. Още като дете Евгений я последва в царския двор до 1802 г. След това е в Силезия. През 1805 г. той става генерал-майор и участва в походите от 1806 до 1807 г. в Източна Прусия против Франция, а през 1810 г. в Турция.
Умира на 69 години на 16 септември 1857 г. в Покой/Карлсруе.

## Фамилия
Първи брак: на 20 април 1817 г. в Аролзен с принцеса Матилда фон Валдек-Пирмонт (* 10 април 1801; † 13 април 1825), дъщеря на княз Георг I фон Валдек-Пирмонт (1747 – 1813) и принцеса Августа фон Шварцбург-Зондерсхаузен (1768 – 1849). Те имат децата:
- Мария фон Вюртемберг (1818–1888), омъжена на 9 октомври 1845 г. в Карлсруе за ландграф Карл II фон Хесен-Филипстал (1803 – 1868), син на ландграф Ернст Константин фон Хесен-Филипстал
- Евгений фон Вюртемберг (1820–1875), женен на 15 юли 1843 г. в Бюкебург за принцеса Матилда фон Шаумбург-Липе (1818 – 1891), дъщеря на княз Георг Вилхелм фон Шаумбург-Липе
- Вилхелм Александер (*/† 1825)

Втори брак: на 11 септември 1827 г. в Лангенбург с принцеса Хелена фон Хоенлое-Лангенбург (* 22 ноември 1807; † 5 септември 1880), дъщеря на княз Карл Лудвиг фон Хоенлое-Лангенбург (1762 – 1825) и принцеса Амалия Хенриета Шарлота фон Золмс-Барут (1768 – 1847). Те имат децата:
- Вилхелм фон Вюртемберг (1828 – 1896), генерал
- Александрина Матилда (1829 – 1913)
- Николаус фон Вюртемберг (1833 – 1903), женен на 8 май 1868 г. в Карлсруе за своята племенница херцогиня Вилхелмина фон Вюртемберг (1844 – 1892), дъщеря на полубрат му херцог Евгений Ердман
- Паулина Луиза Агнес (1835 – 1886), омъжена на 6 февруари 1858 г. в Карлсруе за княз Хайнрих XIV Ройс-Шлайц, Ройс млада линия (1832 – 1913), син на княз Хайнрих LXVII († 1867)

## Галерия
- Неговото родно място: Дворец Оелс в Долна Силезия
- Мястото на смъртта му: Дворец Карлсруе в Горна Силезия

## Произведения
- Memoiren des Herzogs Eugen von Württemberg. Gustav Harnecker & Co, Frankfurt/Oder 1862, 3 Bände – Online Band 1, Band 2, Band 3
- Die Feldzüge von 1806 und 1807 in Polen und Preußen: Von einem Augenzeugen im kaiserlich-russischen Heere. Österreichische Militärische Zeitschrift, 1842, 7. u. 8. Heft, S. 3 – 28, 115 – 140.
- Erinnerungen aus dem Feldzuge des Jahres 1812 in Russland. Grass, Barth & Co., Breslau 1846.